# Nomada atrohirta
Nomada atrohirta är en biart som beskrevs av Heinrich Friese 1923. Nomada atrohirta ingår i släktet gökbin, och familjen långtungebin. Inga underarter finns listade i Catalogue of Life.